# ストロマイル・スウィフト
ストロマイル・スウィフト(Stromile Swift, 1979年11月21日-)は、アメリカ合衆国ルイジアナ州シュリーブポート出身の元バスケットボール選手。NBAのメンフィス・グリズリーズなどに所属していた。身長208cm。体重100kg。ポジションはパワーフォワード。

## 略歴

### 大学時代
ルイジアナ州立大学でプレー。運動能力の高さを武器にチームを引っ張り、2年生時にはNCAAのスウィート16にまで進出した。

### NBA
2000年のNBAドラフトにアーリーエントリーし、1巡目2位でバンクーバー・グリズリーズ(現：メンフィス・グリズリーズ)より指名されNBA入りした。ルーキーイヤーは1試合平均4.9得点、3.6リバウンドという平凡な数字に終わる。
2年目の01-02シーズンにはキャリア最高となる平均11.8得点、6.3リバウンド、1.7ブロックを記録。成長を見せたが、その後3年間は2001年新人王のパウ・ガソルの活躍、ヘッドコーチとの口論などで活躍の場を失う。03-04シーズン終了後ヒューストン・ロケッツに放出された。
パワーフォワードのポジションに弱点のあったロケッツであったが、チームにフィットせずわずか1年でグリズリーズに復帰することとなった。古巣のグリズリーズでの出場時間は移籍前よりも減少し、完全に控えのひとりとなった。
新コーチとも衝突したスウィフトは再び移籍。2007-08シーズン途中にジェイソン・コリンズとのトレードでニュージャージー・ネッツに放出。しかし、ネッツでも出番はほとんど与えられず、2008-09シーズン中盤に解雇され、その後フェニックス・サンズと契約した。シーズン終了後はNBAのチームと契約することが出来ず、2009-10シーズンを中国でプレーした後は、引退状態になった。

## プレイスタイル
運動能力の高さは折り紙つき。キャリア通算で平均20分の出場時間にもかかわらず、平均ブロックを1.2本決めているところからショットブロッカーとしてのセンスもうかがえた。しかし、技術面での向上があまり見られず、才能を生かせていないという意見も多々聞かれ、当時のチームメイトジェイソン・ウィリアムスや地元メンフィスのファンからは『スローマイル (Slow Mile}』と揶揄されていた。また、弱小時代のグリズリーズに所属していたこともあってプレイオフは7試合しか出場していない。